# Cankarjeva ulica (Maribor)

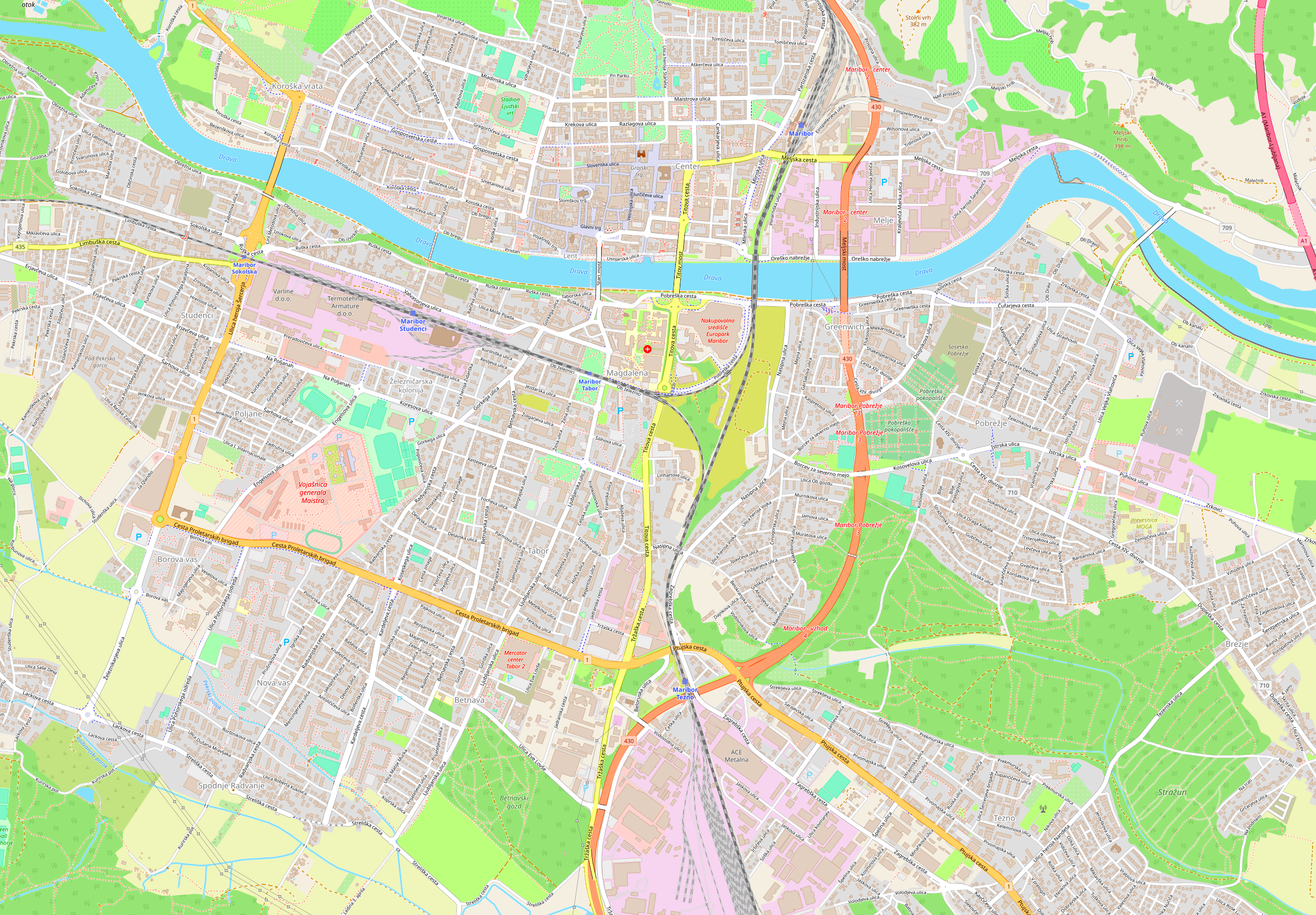

Cankarjeva ulica (Cankar-Gasse) ist der Name einer Straße im Bezirk Ivan Cankar der Stadtgemeinde Maribor, Slowenien. Sie ist benannt nach dem slowenischen Dichter Ivan Cankar (1876 bis 1918).

## Geschichte
Die Straße wurde 1896 in der damaligen Marburger Grazer Vorstadt als Reiser-Straße neu angelegt. Der Name bezog sich auf den Marburger Bürgermeister Othmar Reiser (1792 bis 1868).
In den Jahren 1919 und 1945 erhielt die Straße ihren heutigen Namen. In der Zeit der deutschen Besatzung wurde sie erneut Reisergasse genannt.

## Lage
Die Straße beginnt an der Partizanska cesta. Sie verläuft  parallel zur westlich gelegenen Prešernova ulica nach Norden bis zur Kreuzung von Kerenčičeva ulica und Tomšičeva ulica.

## Abzweigende Straßen
Die  Cankarjeva ulica berührt folgende Straßen und Orte (von Süden nach Norden): Razlagova ulica, Maistrova ulica und Aškerčeva ulica.